# Neil Brown Jr.
Cornelius C. Brown Jr., född 19 juni 1980 i Orlando, Florida, är en amerikansk skådespelare. Han är bland annat känd för sin roll i TV-serien The Walking Dead som Guillermo, Felix Rodriguez i South Beach och DJ Yella i Straight Outta Compton.

## Filmografi
- 1995 – WMAC Masters
- 1996 – Second Noah
- 1999 – Cityakuten
- 2000 – Tigerland
- 2000 – Noah Knows Best
- 2001 – America's Most Wanted
- 2001 – Sheena
- 2001 – Sheena
- 2002 – MDs
- 2002 – Resurrection Blvd.
- 2003 – Out of Time
- 2004 – Mr. 3000
- 2006 – South Beach
- 2006 – Things That Hang from Trees
- 2006 – Surface
- 2007 – Fear Itself
- 2008 – Never Back Down
- 2008 – Army Wives
- 2009 – Fast & Furious
- 2009 – Just Another Day
- 2009 – Scare Zone
- 2009 – Fear Clinic
- 2010 – The Walking Dead
- 2011 – Harry's Law
- 2011 – Battle: Los Angeles
- 2011 – Suits
- 2012 – Kidnapped Souls
- 2012 – Castle
- 2012 – Borderline Coyotes
- 2012 – Heroic Daze
- 2012 – Weeds
- 2013 – NCIS
- 2014 – NCIS: Los Angeles
- 2015 – Straight Outta Compton
- 2016 – Sand Castle
- 2016 – Dirk Gently's Holistic Detective Agency
- 2017 – Pope
- 2017 – Insecure
- 2017 – Naked
- 2017 – SEAL Team
- 2018 – City of Lies